# Цукровий діабет тип 1
Цукровий діабет 1-го типу  характеризується втратою бета-клітин, які виробляють інсулін, так званих острівців Лангерганса, що призводить до дефіциту інсуліну. Головна причина втрати бета-клітин — автоімунне ураження T-лімфоцитами. Наразі не існує ліків, здатних назавжди вилікувати цукровий діабет 1-го типу, тому його лікування включає щоденні ін'єкції інсуліну протягом усього життя. Поки не відомо жодного профілактичного заходу, що може запобігти захворюванню на діабет 1-го типу, на який припадає 10 % від усіх хворих на цукровий діабет у Північній Америці та Європі. Таким чином, захворюванню на діабет 1 типу неможливо ані запобігти, ані повністю вилікувати його. При діабеті цього типу чутливість до інсуліну звичайно нормальна, особливо на ранніх стадіях. Діабет 1-го типу може уражати як дорослих, так і дітей, але його традиційно називають «юнацьким діабетом», бо на нього найчастіше хворіють діти.

## Лікування
Лікування цього типу діабету, навіть на ранніх стадіях, полягає в заміні інсуліну разом із ретельним контролем рівня глюкози в крові за допомогою глюкометра. Без інсуліну діабетичний кетоацидоз може призвести до коми чи навіть смерті. Також мають значення дієта та фізичні вправи. Окрім підшкірних ін'єкцій, зараз широко використовують і так звані інсулінові помпи, які дають змогу доставляти інсулін цілодобово на заданому рівні та можуть бути запрограмовані.
Лікування діабету 1-го типу може тривати до кінця життя. Це лікування не порушує діяльності людини, якщо вона дисциплінована в дозуванні інсуліну та вимірюванні вмісту глюкози в крові. Середній рівень глюкози в крові для хворого на діабет 1-го типу має бути якомога ближчий до нормального (80—120 мг/дл, 4—6 ммол/л). Деякі лікарі рекомендують 140—150 мг/дл (7—7,5 ммол/л) для тих людей, у яких виникають проблеми при нижчому рівні через часті напади гіпоглікемії. Рівень понад 200 мг/дл (10 ммол/л) інколи супроводжується дискомфортом та частими сечовипусканнями, що призводить до зневоднення. Рівень вище за 300 мг/дл (15 ммол/л) потребує невідкладного лікування, бо призводить до кетоацидозу, хоча при швидкому наданні допомоги не є небезпечним для життя. Низький рівень глюкози в крові сприяє розвитку гіпоглікемічної коми, яка своєю чергою може спровокувати еквіваленти епілептичних нападів та нестяму.
2025 року компанія Vertex Pharmaceuticals повідомила, що у США, завдяки новій терапії стовбуровими клітинами, 10 пацієнтів із діабетом 1 типу повністю відмовилися від інсуліну. Новий препарат «Зіміслесел» (англ. zimislecel) відновив здатність виробляти власний інсулін, завдяки чому здоровий рівень глюкози в крові зберігався щонайменше протягом року.